# Поштова та фіскальна марка

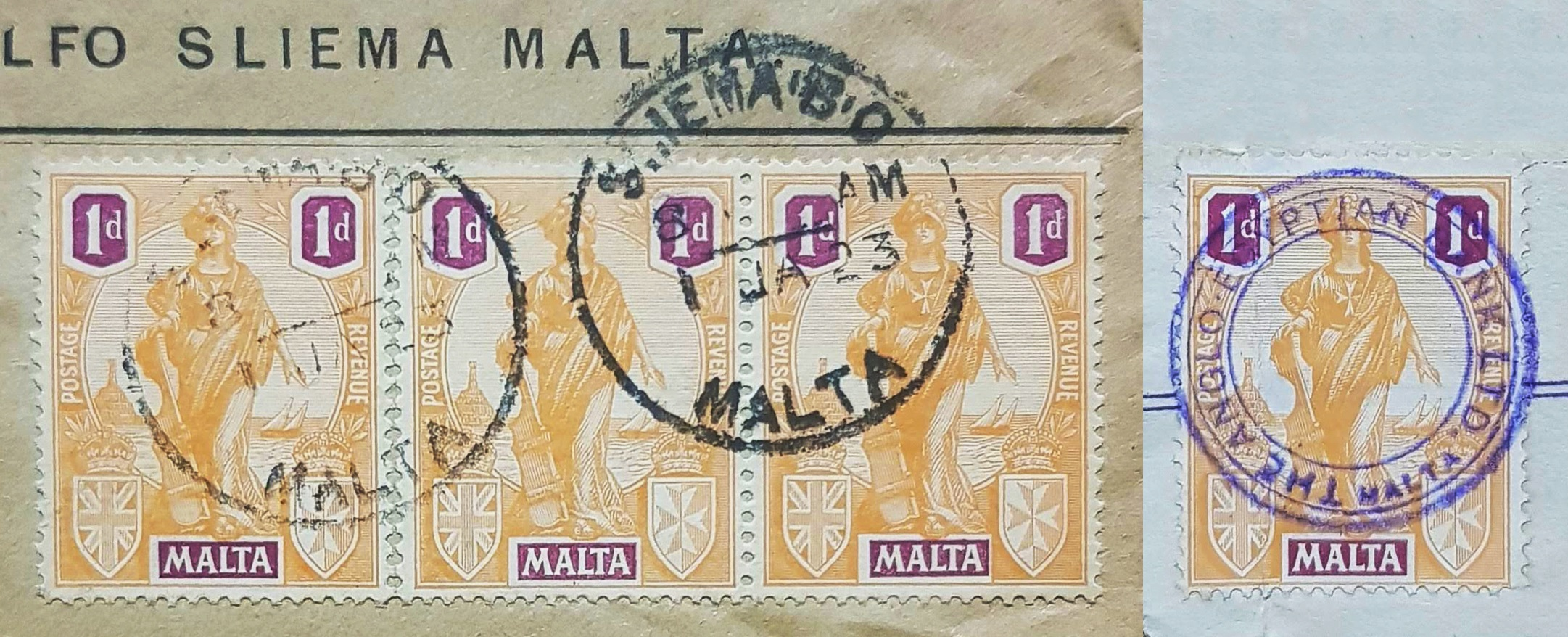
Марка Мальти 1922 року з випуску Melita, яка використовується як поштова марка (стрічка з трьох штемпелів Сліми) і як фіскальна марка (одна з погашенням Англо-Єгипетського банку)

Поштова та фіскальна марка, яку іноді також називають маркою подвійного призначення або складною маркою, — марка, яка однаково дійсна для використання як для поштових цілей, так і для фіскальних цілей. На них часто, але не завжди, містився такий напис, як «Поштова оплата та дохід». Марки подвійного призначення були поширені у Великій Британії та Британській імперії протягом ХІХ та ХХ століть, і вони все ще використовуються в деяких країнах на початку ХХІ століття.
На марках подвійного призначення, які використовуються для поштових цілей, зазвичай є поштовий штемпель, тоді як на марках, що використовуються як фіскальні, є певна форма фіскального погашення (наприклад, погашення пером, ручним штампом або приватний наддрук).

## Використання в Британській імперії та Співдружності націй

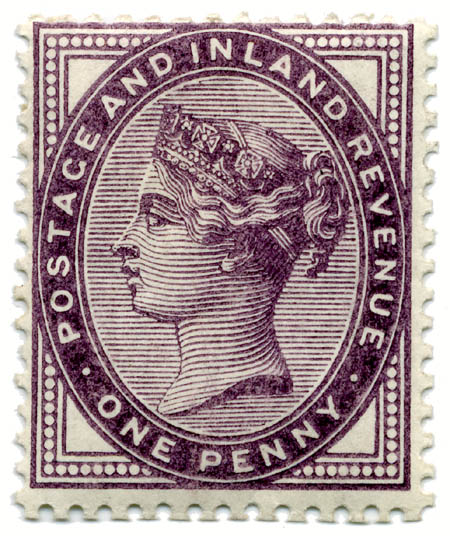
Бузковий пенні 1881 року, перша у Великій Британії марка подвійного призначення

У 1881 році у Великій Британії було прийнято Закон про митні та внутрішні доходи, який зазначав, що «гербовий збір в один пенні може позначатися поштовими марками, і навпаки». Це призвело до випуску марок подвійного призначення, починаючи з бузкового пенні 1881 року та випуску бузкового та зеленого 1883—1884 років. На першому було написано «Поштові витрати та внутрішні доходи», а на другому — «ППоштова оплата та дохід». Крім того, існуючі поштові марки та марки внутрішніх доходів стали дійсними для обох цілей. Багато британських марок номіналом до 2s6d були дійсними як для поштового, так і для фінансового використання до 1968 року, і більшість стандартних і деякі пам'ятні марки, випущені в цей період, були належним чином прописані.

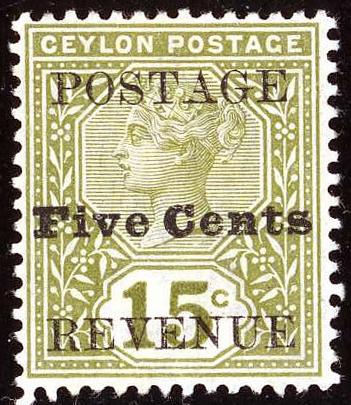
Цейлонська поштова марка, наддрукована як марка подвійного призначення в 1890 році

Використання марок подвійного призначення в різних колоніях Британської імперії почалося в ХІХ столітті. На деяких поштових або прибуткових марках не було напису, який би вказував на їх призначення, і вони неофіційно використовувалися для обох цілей. У 1880-х роках деякі колонії офіційно дозволили марки подвійного призначення, тоді як деякі існуючі прибуткові марки стали дійсними для поштового використання (як поштові фіскальні марки). Більшість британських колоній випустили марки з написами на кшталт «Поштова оплата та доходи» між кінцем ХІХ і початком ХХ століть, а деякі країни, такі як Цейлон, надрукували цим написом існуючі запаси поштових марок. Деякі марки великої вартості, на яких містилися ці написи, були в основному призначені для фіскального використання і майже виключно використовувалися як такі, але їхні написи теоретично також робили їх поштовими марками, і тому вони включені в каталоги поштових марок.
У деяких випадках випуск марок подвійного призначення створював проблеми щодо розподілу доходів між поштою та скарбницею. Деякі колонії, такі як Мальта та Наталь, кілька разів мінялися між окремими і подвійними випусками.
Після кінця 1930-х років багато колоній відмовилися від напису «Поштова оплата та доходи» зі своїх марок, але багато марок залишалися дійсними для обох цілей. Кілька нинішніх або колишніх британських колоній, таких як Монтсеррат і Невіс, продовжують випускати марки подвійного призначення на початку ХХІ століття.

## Використання в інших країнах

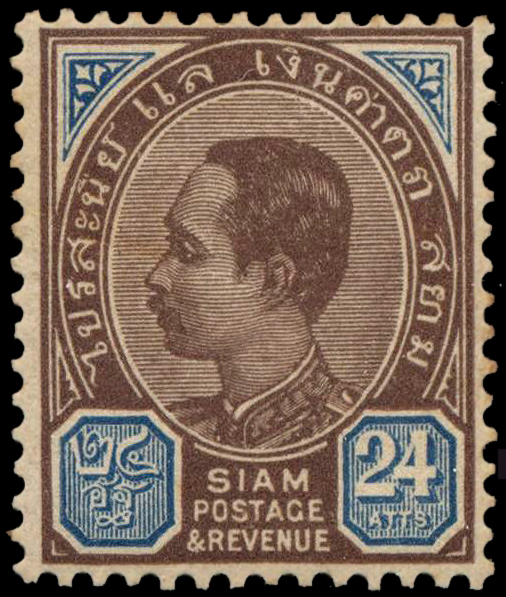
Тайська поштова та прибуткова марка 1899 року

Деякі марки Таїланду (тоді відомого як Сіам), випущені між 1887 і 1904 роками, мали напис «Поштова вартість і дохід». Деякі країни, такі як Ісландія, також дозволили використовувати поштові марки для певних фіскальних цілей без напису на самих марках.

## Колекціонування
Колекціонери марок зазвичай віддають перевагу маркам подвійного призначення, які використовувалися для поштових цілей, а не маркам, які використовувалися як прибутки. У зв'язку з цим марки, що використовуються у фіскальних цілях, як правило, дешевші, ніж марки, що використовуються в пошті.